# Клара фон Брауншвайг-Гифхорн
Клара фон Брауншвайг--Люнебург-Гифхорн (на немски: Clara von Braunschweig-Lüneburg-Gifhorn; * 1 януари 1550, Гифхорн; † 26 януари 1598, Францбург) от род Велфи (Среднен Дом Люнебург), е принцеса от Брауншвайг-Люнебург-Гифхорн и чрез женитби княгиня на Анхалт и херцогиня на Померания.

## Произход
Дъщеря е на херцог Франц фон Брауншвайг-Люнебург (1508 – 1549) и съпругата му Клара фон Саксония-Лауенбург (1518 – 1576), дъщеря на херцог Магнус I фон Саксония-Лауенбург и на Катарина фон Брауншвайг-Волфенбютел. По-голямата ѝ сестра Катарина (1548 – 1565) се омъжва на 9 април 1564 г. за Хайнрих VI, бургграф фон Майсен (1536 – 1572).

## Фамилия
Първи брак: на 18 май 1565 г. в Десау с княз Бернхард VII фон Анхалт (1540 – 1570). Те имат само един син:
- Франц Георг (* 17 октомври 1567, † 7 септември 1568 в Цербст).

Втори брак: на 8 септември 1572 г. във Францбург с херцог Богислав XIII от Померания (1544 – 1606). Тя е първата му съпруга. Те имат децата:
- Филип II (1573 – 1618), от 1606 г. херцог на Померания-Щетин, женен 1607 за херцогиня София фон Шлезвиг-Холщайн-Зондербург (1579 – 1618), дъщеря на херцог Йохан фон Шлезвиг-Холщайн-Зондербург
- Клара Мария (1574 – 1623), омъжена I. 1593 за херцог Зигмунд Август фон Мекленбург-Шверин (1561 – 1603), II. 1607 за херцог Август II Млади фон Брауншвайг-Волфенбютел (1579 – 1666)
- Катарина (1575)
- Франц I (1577 – 1620), епископ на Камин (1605 – 1618), херцог на Померания-Щетин (1618 – 1620), женен 1610 за херцогиня София Саксонска (1587 – 1635), дъщеря на курфюрст Кристиан I
- Ердмута (1578 – 1583)
- Богислав XIV (1580 – 1637), от 1622 титулар-епископ на Камин и от 1625 последният херцог на цяла Померания (1620 – 1637), женен 1625 за херцогиня Елизабет фон Шлезвиг-Холщайн-Зондербург (1580 – 1653), дъщеря на херцог Йохан фон Шлезвиг-Холщайн-Зондербург
- Георг II (1582 – 1617), неженен
- Йохан Ернст (1586 – 1590)
- Улрих (1587 – 1622), епископ на Камин (1618 – 1622), женен 1619 за херцогиня Хедвиг фон Брауншвайг-Волфенбютел (1595 – 1650), дъщеря на княз Хайнрих Юлий
- София Йохана (1588 – 1591)
- Анна (1590 – 1660), омъжена 1619 за херцог Ернст фон Крой († 1620)

След нейната смърт Богислав се жени на 31 май 1601 г. за херцогиня Анна фон Шлезвиг-Холщайн-Зондербург (1577 – 1616), дъщеря на херцог Йохан фон Шлезвиг-Холщайн-Зондербург.